# Campylobacter jejuni

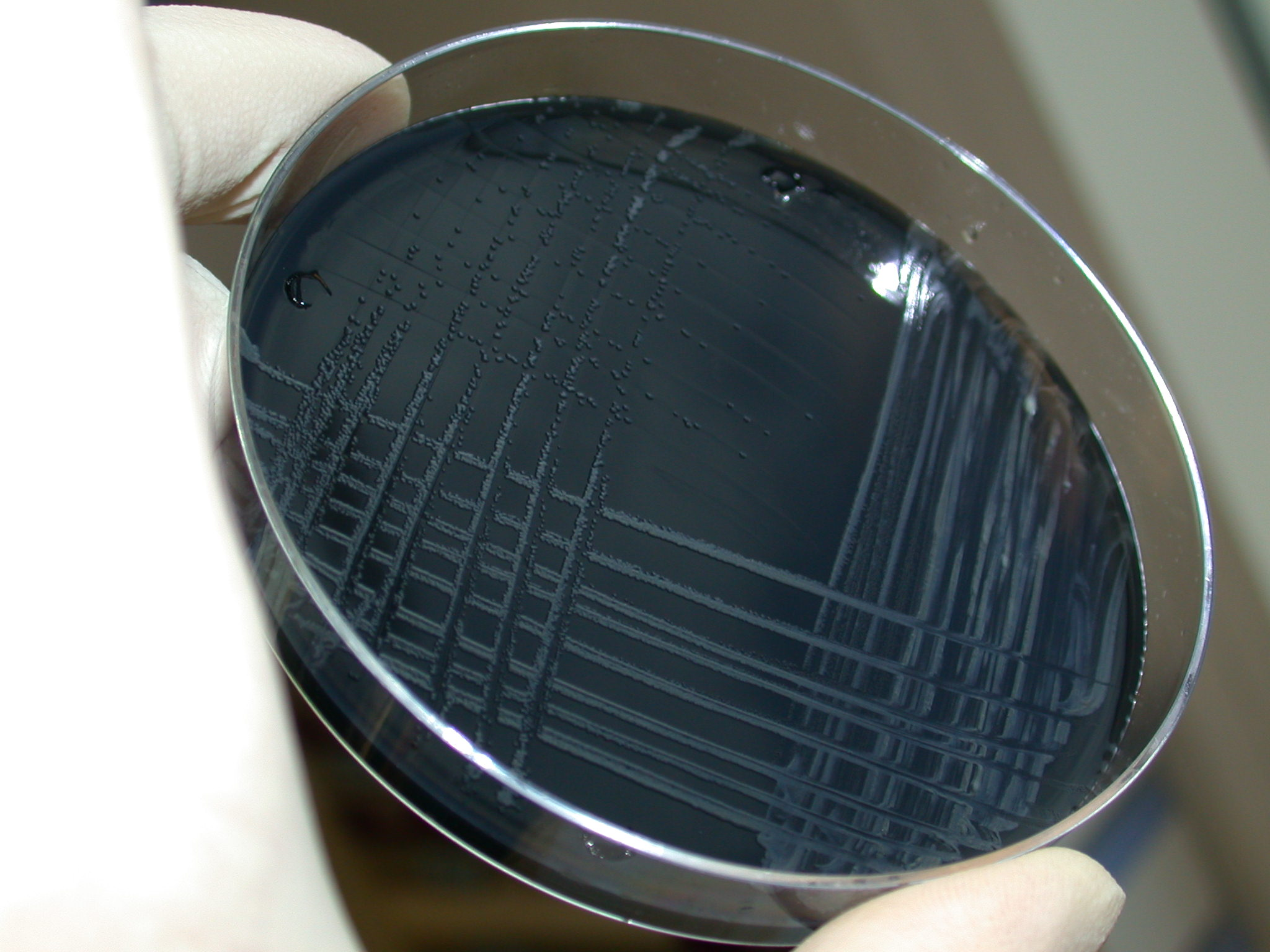
Campylobacter jejuni auf CSM-Agar

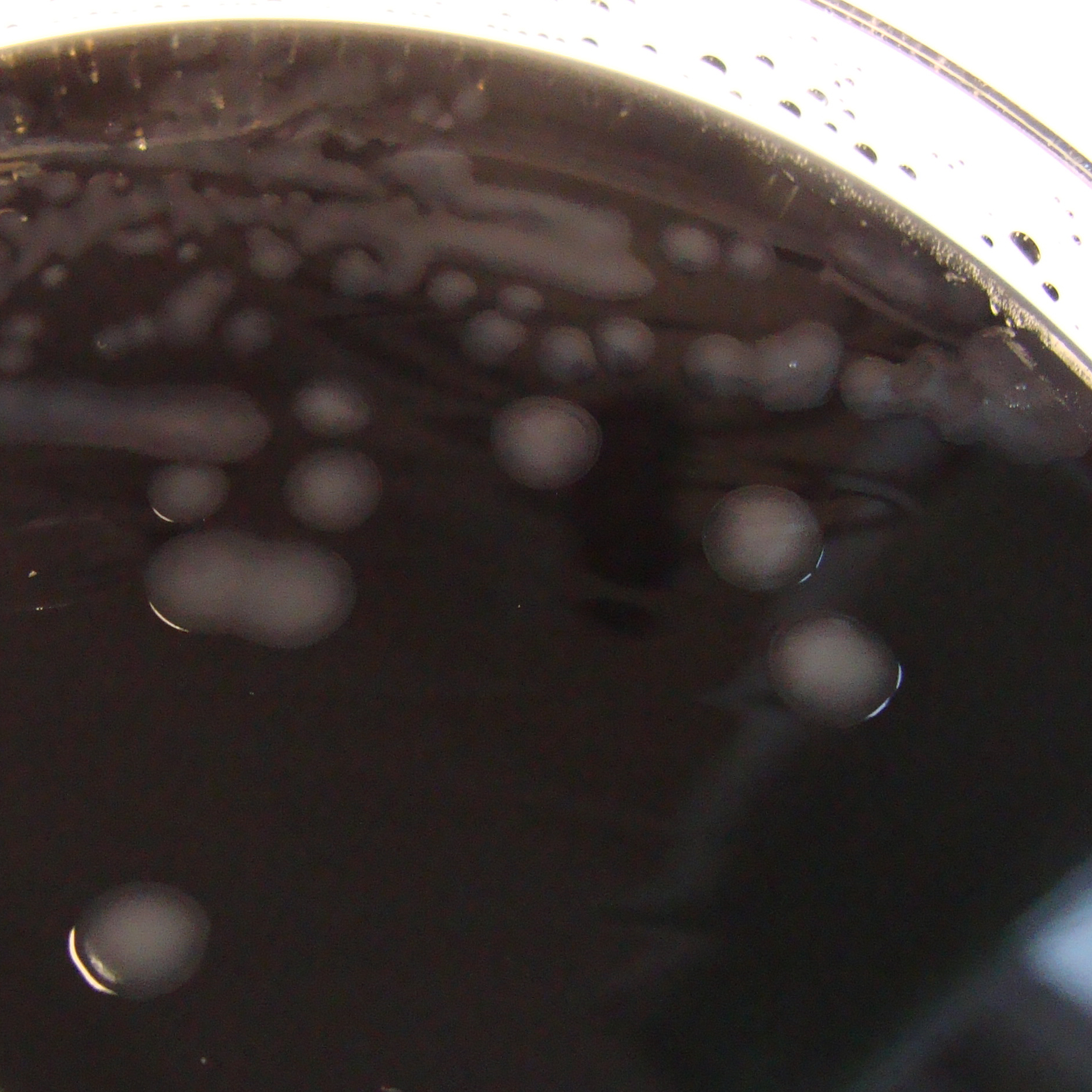
C. jejuni auf CCDA

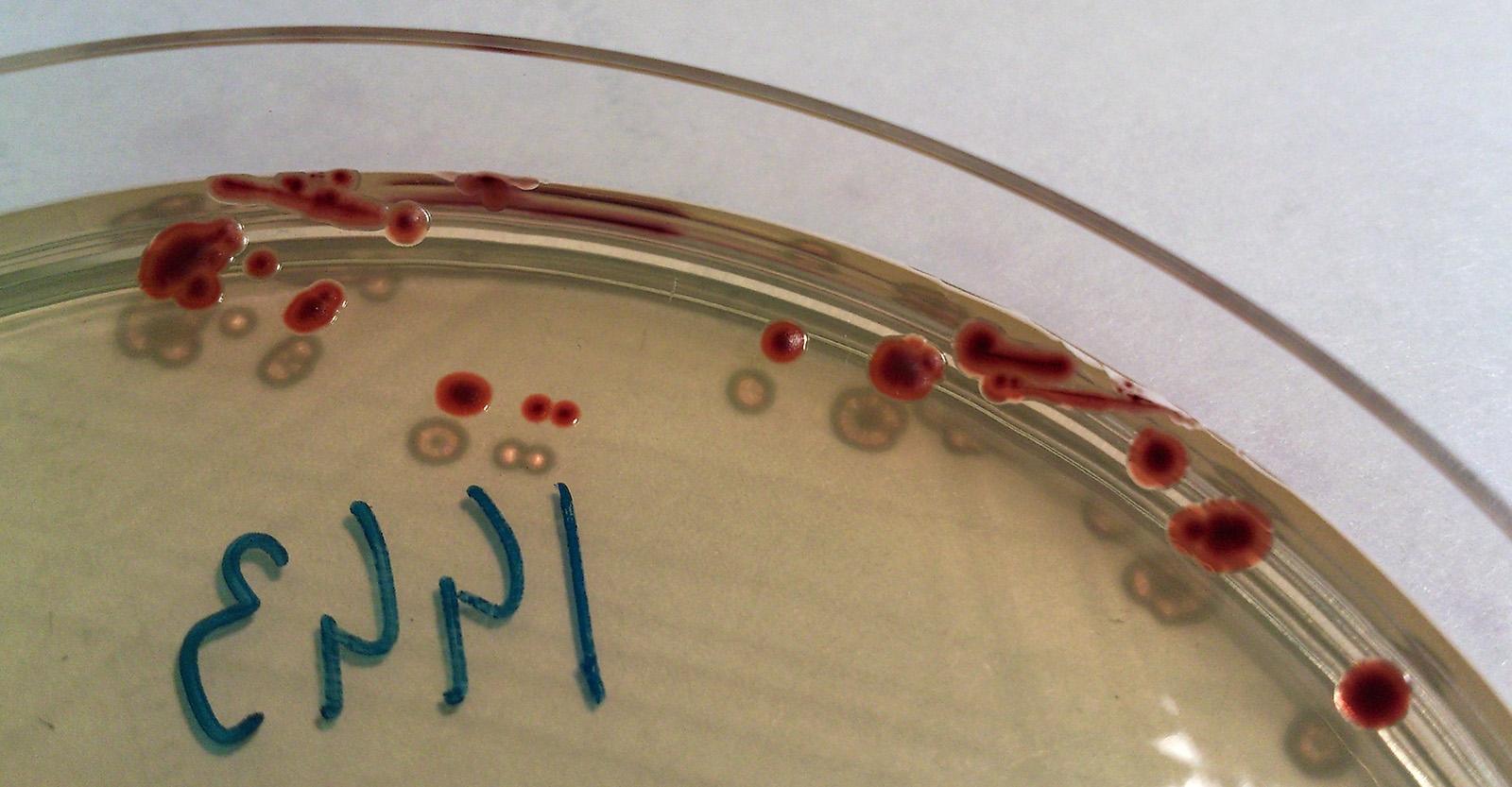
C. jejuni auf chromogenem CASA-Medium

Campylobacter jejuni ist ein mikroaerophiles, gramnegatives Bakterium der Gattung Campylobacter, welches beim Menschen als Erreger vor allem von Durchfallerkrankungen (Campylobacter-Enteritis) in Erscheinung treten kann. Das Genom dieser Art wurde im Jahr 2005 vollständig sequenziert.

## Beschreibung
Morphologisch sind Campylobacter jejuni schlanke, spiralig gekrümmte Stäbchen, die 0,2–0,5 µm dick und 0,5 bis 5 µm lang sind. An beiden Polen befindet sich eine einzelne Geißel.
Die Erreger werden von Tieren über Lebensmittel und Trinkwasser auf den Menschen übertragen. Auch eine direkte Schmierinfektion kommt vor, vor allem bei Kindern. Häufig erfolgt die Infektion im Sommer und Herbst.
Die Inkubationszeit nach einer Infektion liegt bei 2 bis 5 Tagen. Die optimale Wachstumstemperatur für die Kultivierung liegt bei 42–45 °C. Bei Lagerung bei 25 °C sterben die Keime ab, dafür überleben sie paradoxerweise Kühlschranktemperaturen wochenlang. Zum Abtöten dieser Keime in Lebensmitteln reichen in der Regel 55 °C aus. Daher sind das gründliche Durchgaren von Fleisch, insbesondere Geflügelfleisch, und das Abkochen von Rohmilch wichtige Maßnahmen der Prävention.

## Medizinische Bedeutung

### Mögliche Infektionsquellen
Als mögliche Infektionsquellen sind bisher bekannt geworden:
- rohe Kuhmilch (unbehandelt)
- verunreinigtes, nicht gechlortes Trinkwasser (vor allem in südlichen Ländern)
- kontaminierte tierische Lebensmittel (vor allem Fleisch, z. B. nicht durchgegartes Geflügelfleisch, aber auch Schweinefleisch, sowie rohe Venusmuscheln und andere Schalentiere)
- Kontakt mit Tieren (vor allem Katzen, Hunde, Vögel, Rinder und Geflügel)
- Schmierinfektion von Mensch zu Mensch

Hierbei ist zu beachten, dass für eine Infektion bereits etwa 500 Keime ausreichen.

### Pathogenität
Über die Mechanismen der Pathogenität dieser Erreger ist nichts Genaueres bekannt. Campylobacter jejuni bildet jedoch ein hitzestabiles Enterotoxin, das dem von Escherichia coli ähnlich ist.

### Verlauf der Infektion
Nach einer Inkubationszeit von zwei bis 5 Tagen (in Einzelfällen 1–10 Tage) können sich folgende Symptome bemerkbar machen:
- heftige, kolikartige Bauchschmerzen
- häufige, wässrige Diarrhöen (Durchfälle) z. T. mit Schleim und Blutauflagerungen
- hohes Fieber
- gelegentlich Erbrechen

Oft kommt es vor Ausbruch der Durchfallsymptomatik zur Ausprägung eines ein- bis zweitägigen Vorstadiums, das durch hohes Fieber, starkes Krankheitsgefühl, Muskel- und Kopfschmerzen gekennzeichnet ist. Die Ausscheidung des Erregers erfolgt über den Stuhl, die Dauer der Ausscheidung nach der Erkrankung beträgt üblicherweise drei bis vier Wochen. Während dieses Zeitraumes ist eine Ansteckung möglich.

### Mögliche Infektionskrankheiten und Krankheitsfolgen
Campylobacter jejuni durchwandert die Darmepithelien und verbreitet sich subepithelial.
- Enterokolitis mit wässrigen Durchfällen
- Campylobacter-Enteritis
- Fieber
- Arthritis
- Cholezystitis
- Salpingitis
- Sepsis
- Meningitis
- Peritonitis
- Erythema nodosum

Das Guillain-Barré-Syndrom tritt gehäuft nach Infektionen mit Campylobacter jejuni auf. Als Ursache hierfür wird molekulare Mimikry diskutiert.

### Therapie
Eine antibiotische Therapie erfolgt nur in Einzelfällen mit Erythromycin, in der Regel erfolgt eine Spontanheilung unter symptomatischer Therapie, d. h. Flüssigkeits- und Elektrolytersatz. In Deutschland, der Schweiz und Österreich besteht Meldepflicht, dabei greift in Deutschland das Infektionsschutzgesetz (IfSG). Nach § 7 IfSG ist der Nachweis von darmpathogenen Campylobacter-Spezies bei einer Infektion meldepflichtig, nach § 6 IfSG sind bereits der Krankheitsverdacht und Erkrankung meldepflichtig, wenn die betroffene Person eine Tätigkeit in bestimmten Lebensmittelbetrieben (§ 42 IfSG) ausübt.

## Diagnose
Zum Nachweis dient eine Kultur, die aus Stuhl isoliert wurde. Campylobacter jejuni kann auf Blutagarplatten unter einer mikroaerophilen Atmosphäre mit 10 % CO2 und 5 % O2 kultiviert werden. Dabei werden dem Nährmedium ausgewählte Antibiotika beigemischt, um das Wachstum der Begleitflora (z. B. Enterobacteriaceae) im Stuhl zu unterdrücken. Die optimale Wachstumstemperatur für C. jejuni liegt bei 42 °C, während die verwandte Art Campylobacter fetus besser bei 25 °C wächst.
Der Nachweis von C. jejuni und der verwandten Art Campylobacter coli kann auch schneller direkt im Stuhl mit Hilfe des ELISA-Verfahrens (Nachweis der Antigene) oder mit Hilfe des PCR-Verfahrens (Nachweis der Nukleinsäuren) durchgeführt werden.

## Meldepflicht
In Deutschland ist der direkte oder indirekte Nachweis von darmpathogenen Campylobacter sp. namentlich meldepflichtig nach § 7 des Infektionsschutzgesetzes (IfSG), soweit der Nachweis auf eine akute Infektion hinweist. Die Meldepflicht betrifft in erster Linie die Leitungen von Laboren (§ 8 IfSG).
In der Schweiz ist der positive und negative laboranalytische Befund von Campylobacter spp. für Laboratorien meldepflichtig und zwar nach dem Epidemiengesetz (EpG) in Verbindung mit der Epidemienverordnung und Anhang 3 der Verordnung des EDI über die Meldung von Beobachtungen übertragbarer Krankheiten des Menschen.